# B-26轰炸机
B-26轰炸机是第二次世界大战期间格伦·L·马丁公司为美国陆军航空隊研发的双发中型轰炸机，官方绰号“掠夺者”。
由于高翼载带来的高起降速度以及人员缺乏经验，B-26在服役初期事故率居高不下，为其招来 “寡妇制造者”的恶名。随着改进设计和加强训练，B-26的损失率逐渐降低，至1944年，甚至成为美国陆航损失率最低的轰炸机。B-26在地中海和欧洲战场表现出色，和B-25一起构成美国战术轰炸的中坚力量。从1941年2月到1945年3月，B-26各型号共生产5,288架。

## 设计与发展

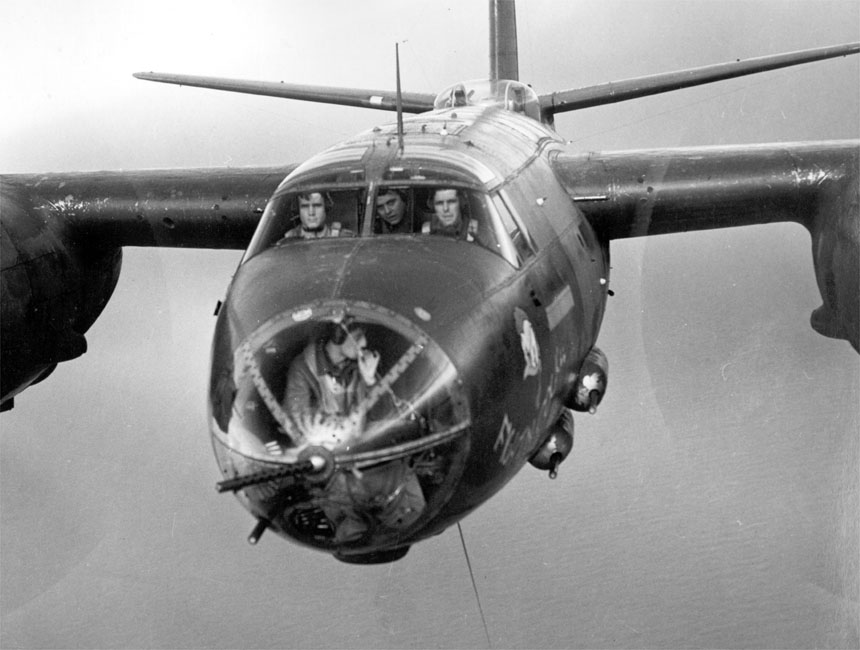
第九航空军的一架B-26B

1939年3月，美国陆军航空兵颁布39-640号需求书，征求一款双发中型轰炸机，最高时速300英里（483千米），最大航程2,000英里（3,218千米），载弹量3,000磅（1,360千克）。同年7月5日，马丁公司提交了由设计师佩顿·M·麦格鲁德牵头设计的179方案，并顺利赢得201架飞机的订单，军方编号B-26。同时，北美公司的NA-62方案也过审投产，即B-25轰炸机。整个B-26从立案到实用化耗时仅不到两年。
B-26是一款上单翼、半硬壳结构的轰炸机，采用前三点式起落架，机身截面为圆形。机组共七人：投弹手位于机鼻，驾驶员和副驾驶员并排坐于机头，领航员和无线电操作员位于之后，机身中部和尾部各一名机枪手。B-26拥有当时较为强大的自卫火力：机头有一挺7.62毫米活动机枪，由投弹手操纵；机尾一挺7.62毫米活动机枪；机背中后部设有一座可360度旋转的炮塔，装有两挺12.7毫米机枪，这是美国轰炸机首次采用动力炮塔。
B-26在机身中部串列设有两个弹舱，最大载弹量可达4,800磅（2,177千克）。两台普惠R-2800双黄蜂引擎以吊舱安装于翼下，配有二阶机械增压器和四叶螺旋桨。为达到军方要求的高速，上反角1.3度的机翼翼展仅19.81米，使其翼载荷高达259千克/平方米，超过了当时美国陆航的任何一款飞机。虽然早期的风洞模型为了气动控制采用了双垂尾，但生产型的B-26仍然使用单垂尾，以保证尾炮手的良好视野。
1940年11月25日，B-26成功首飞。在113小时的测试中，B-26的性能满足了军方所有要求。1941年2月22日，首批四架B-26进入美国陆军航空兵现役，列装第22轰炸机（中型）大队。

### 事故

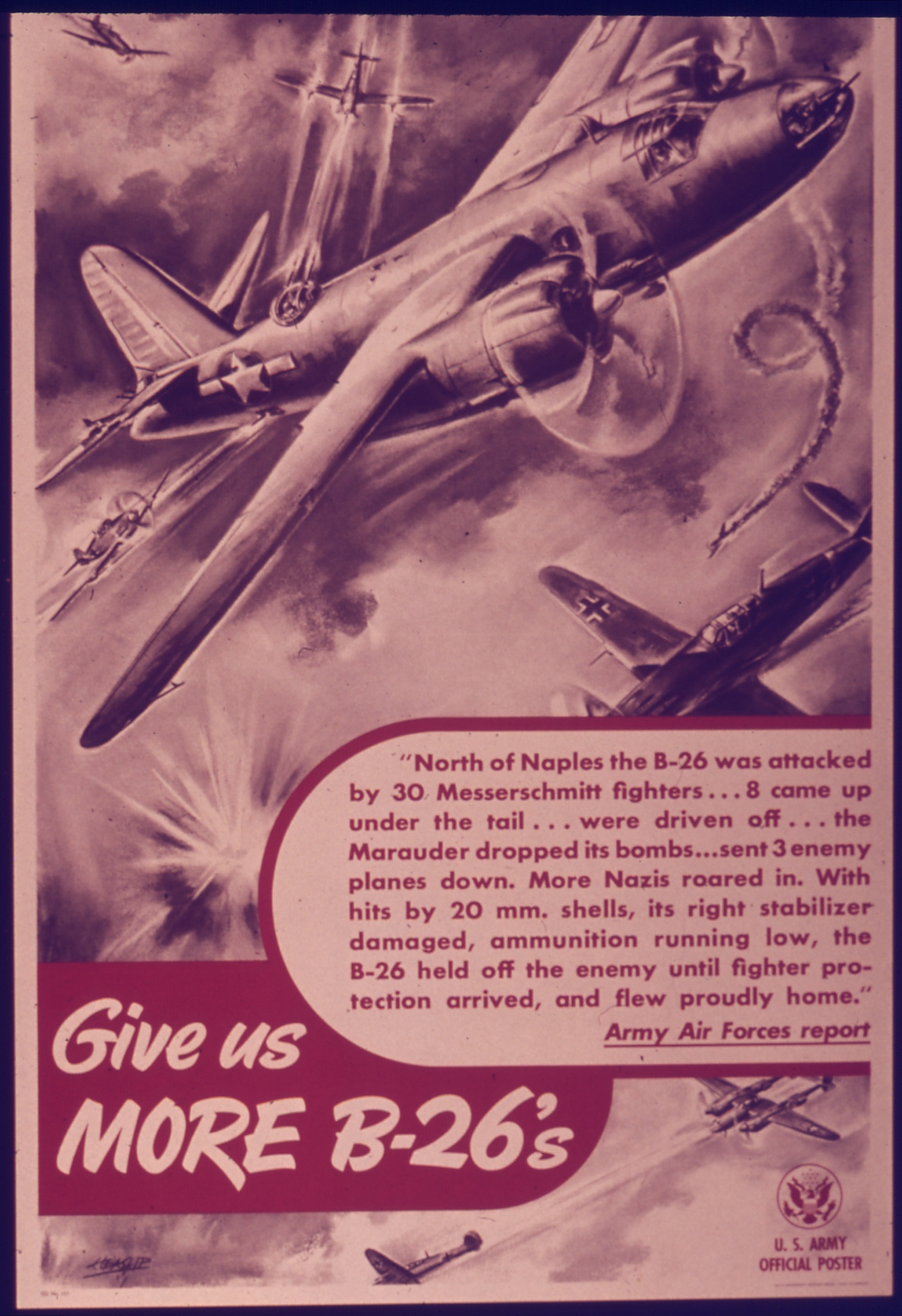
B-26出现于海报中

在实际运用中，飞行员发现，虽然B-26在速度和载弹量等方面优于B-25，但其起降特性较为恶劣。由于高翼载荷的设计，B-26的失速速度高达209千米/小时，起飞滑跑距离长达704米。当飞行员试图在短跑道上降落而降低时速时便会引发失速，导致坠毁。寇蒂斯的电驱动螺旋桨和前起落架的故障使得这一问题雪上加霜。
另一方面，飞行员自身也缺乏经验。由于战事需要，大多数新兵仅在T-6单发教练机上接受训练后便转移至B-26单位。而B-26独特的飞行特性要求飞行员拥有熟练的双发飞行经验方可驾驭。因此，新编成的B-26轰炸机大队事故率明显高于战前成立的、从B-18轰炸机换装B-26的大队，最多时达到30天内坠机15次。
1942年7月，由参议员杜鲁门领导的参议院国防项目调查特别委员会（通称“杜鲁门委员会”）介入调查B-26的高事故率。杜立特少将亲自对B-26进行了试飞。试飞结果证明B-26性能优秀、未见严重缺陷、甚至能以单发飞行；委员会也未发现马丁公司存在管理不善，因此B-26得以继续生产。但作为解决方案，马丁公司为B-26B的机翼加长了1.8米以减轻翼载荷，并派工程师解决超重问题；同时，杜立特及其下属在全美各训练基地巡回教授B-26的正确飞行技巧，并改进了飞行员和教官的培训流程。
在一系列措施的共同作用下，B-26的事故率从1943年底开始快速降低，至1944年，第九航空军的报告称B-26已成为损失率最低的飞机。尽管如此，B-26在服役之初落下的恶名仍使新飞行员望而却步，高要求的飞行特性也一直伴随B-26直到最终型号。

## 服役历史
B-26主要用于欧洲战区和地中海战区，而B-25则活跃于太平洋战区。实战初期，B-26蒙受了巨大损失，但仍为美国陆军航空兵使用的最为成功的中程轰炸机。B-26最初于1942年春部署于西南太平洋战区。但大部分实战的B-26都部署于英国和地中海。
至二战结束，B-26累计出击110,000架次，投放炸弹136,078吨。包括美国、英国、自由法国、南非等在内的国家都曾使用。到1945年停产时，B-26共生产5,288架。

### 太平洋战区

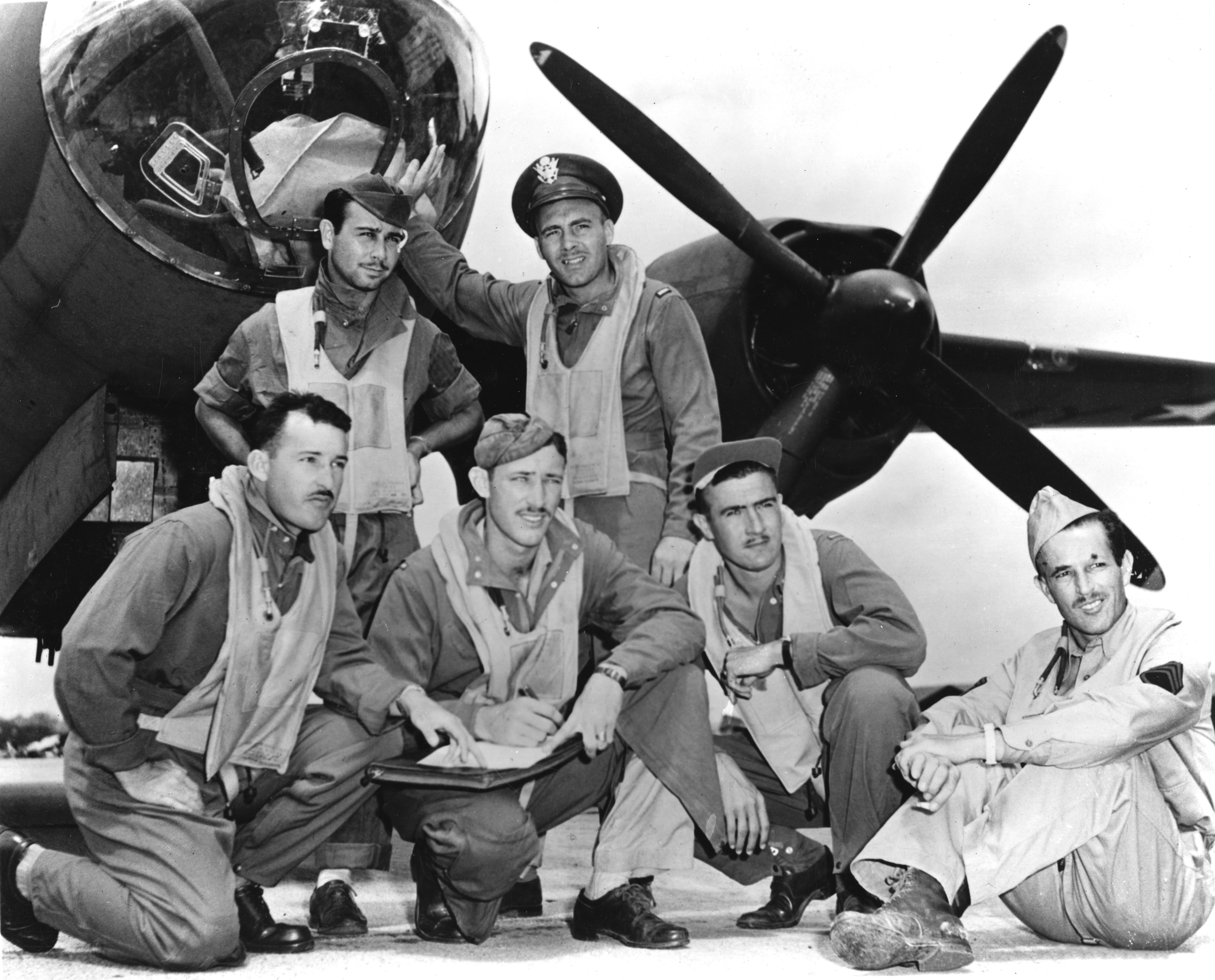
第22轰炸机大队的B-26，拍摄于中途岛战役前

1941年2月，弗吉尼亚州的第22轰炸机大队（中型）成为首个接收B-26的单位，用其取代了B-18轰炸机。1941年12月，第38和第28轰炸机大队也开始装备B-26。日本偷袭珍珠港后，第22大队被立刻派往西南太平洋。其首次任务是于1942年4月5日经莫尔兹比港轰炸拉包尔。
同样派往西南太平洋战区的第38轰炸机大队在接收B-26B后为其加装了副油箱和鱼雷挂架。三架B-26B被部署于中途岛以加强防御。1942年6月4日中途岛战役期间，第38大队和第22大队共四架B-26对来袭的日军联合舰队发起鱼雷攻击，但并未命中任何目标。B-26击落了一架零式战斗机，自身两架坠毁，两架重创。
第28混成大队下的若干B-26中队参与了阿留申群岛战役，负责对日舰进行鱼雷攻击，由于能见度过低，没有任何成功的纪录。
尽管B-26在1942年6月后仍不时对所罗门群岛的日军基地进行轰炸，但由于太平洋战场上的野战机场更适合起降距离较短的B-25，B-26开始逐步撤出太平洋战区。只有第19轰炸机中队和第22轰炸机大队仍然继续使用B-26直至1944年1月9日。

### 地中海战区

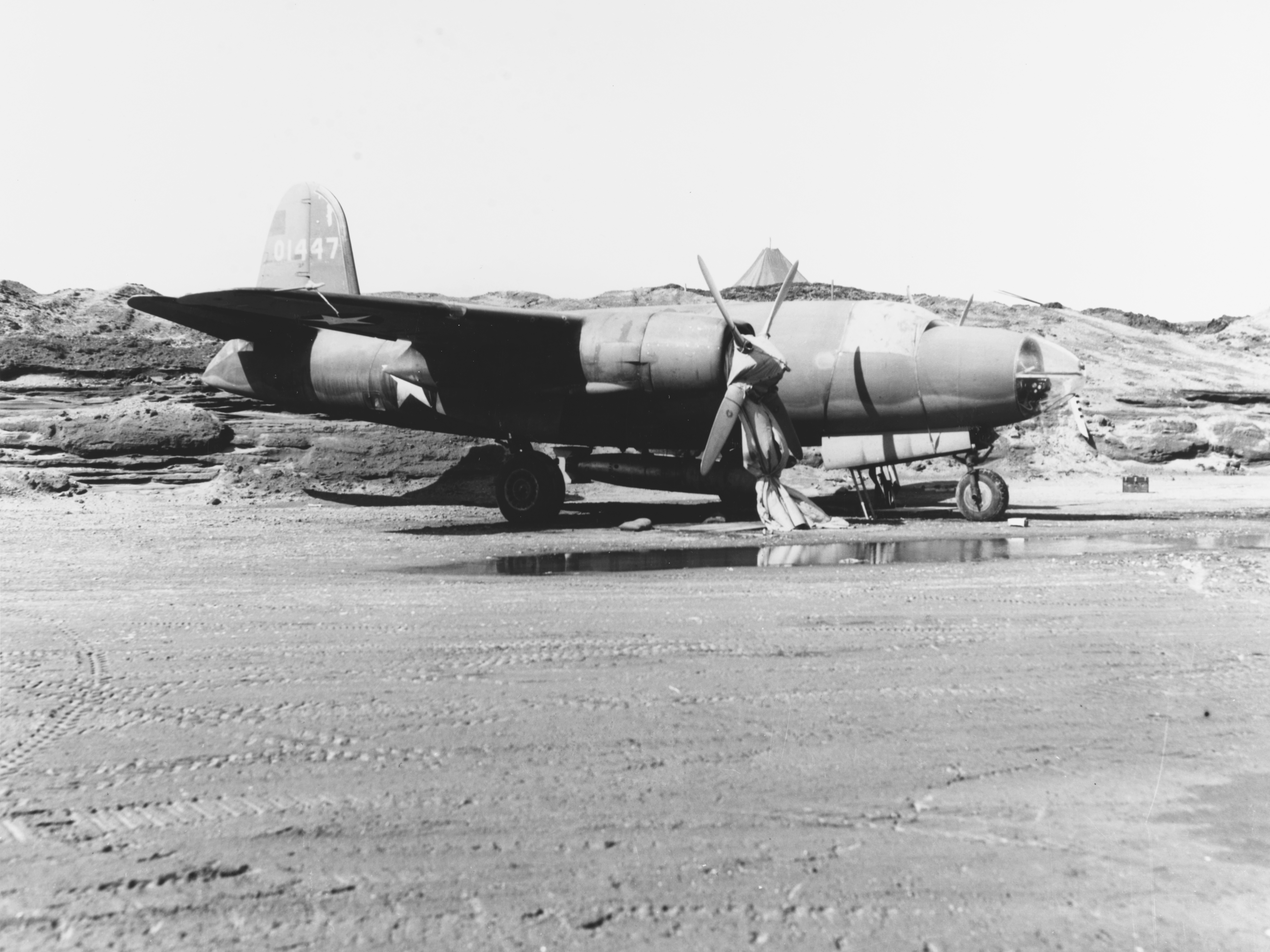
驻防阿拉斯加的B-26，注意其挂载的鱼雷

B-26轰炸机大队集结参与了1942年11月的火炬行动。起初采用低空轰炸的方式轰炸机场、港口和铁路目标，但成效不彰且损失严重。诺顿瞄准仪的出现显著缓解了这一问题，使得B-26编队可以在中空有效命中地面目标。北非战事结束后，B-26在第12航空军的指挥下支援盟军在西西里、意大利以及法国南部的作战。地中海战区空军指挥官约翰·斯莱塞曾写道：“中型轰炸机大队表现出了惊人的精度，尤其是B-26掠夺者；萨丁岛上的第42轰炸机联队可能是世界上最好的白昼轰炸机部队。”

### 欧洲战区

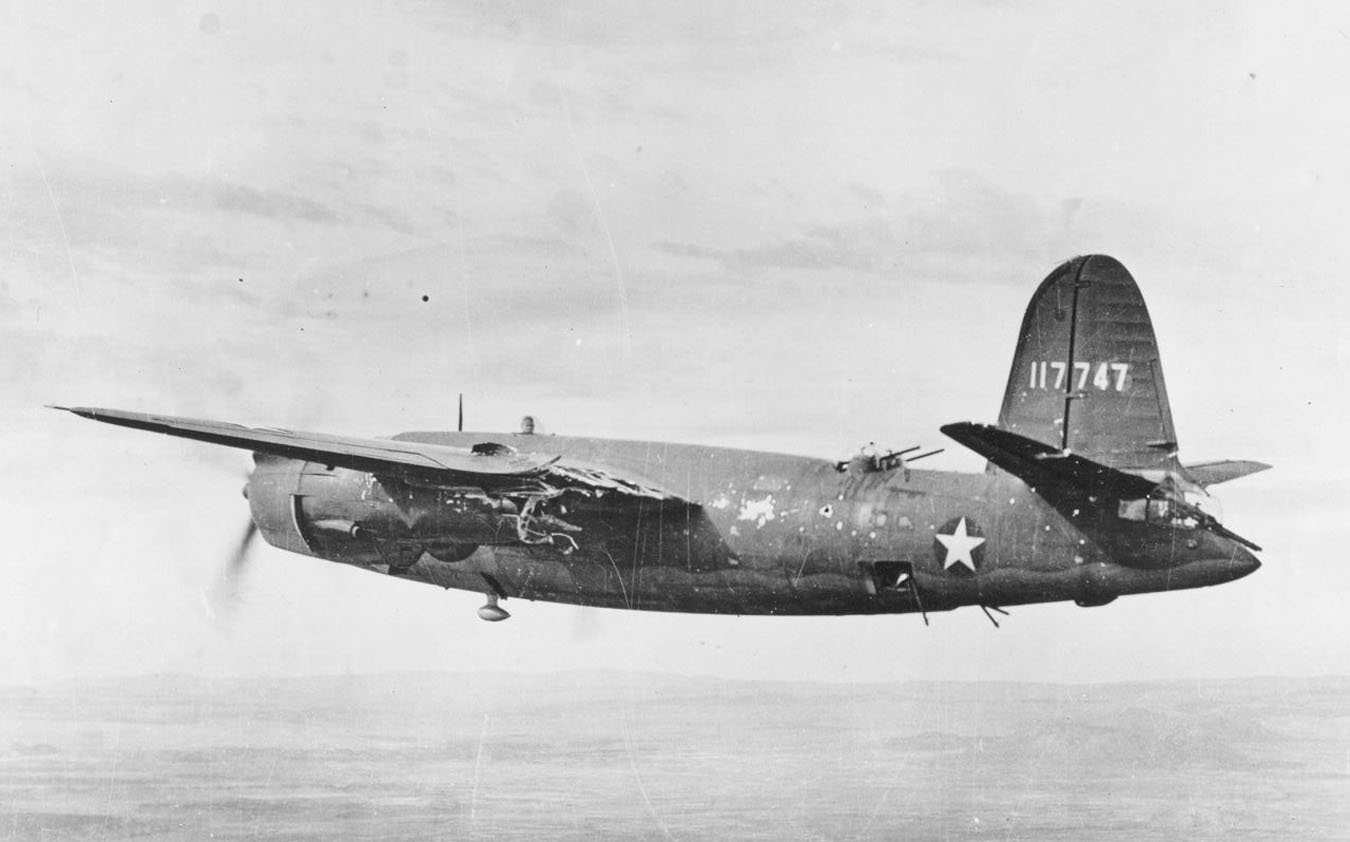
第17轰炸机大队第37中队所属B-26B-1在欧洲上空，1943年9月。注意高射炮造成的损伤

第八航空军在1943年初开始使用B-26，第322轰炸机大队于同年5月首次执行轰炸任务。和地中海战区一样，他们一开始也采用低空轰炸的战术，同样损失惨重。没有护航的B-26在高炮和Fw 190战斗机的拦截面前过于脆弱，迫使驻英的B-26转用中空轰炸，并于1943年10月16日移交至第九航空军指挥下，准备支援进攻法国的计划。
1943年10月24日起，B-26开始获得战斗机护航，其表现大有改观。随着霸王行动的进展，B-26的目标不断向法国内陆延伸，从铁路、桥梁到V-1导弹发射场。在这一阶段，B-26证明其精度之高和损失率之低，都是第九航空军中无可比拟的。B-26于1945年5月1日轰炸奥莱龙岛的德军兵营后结束了在欧洲战场的作战任务，最后一支部队于1946年初解散。

### 外国运用
英国于1942年通过租借法案获得52架B-26A，英国编号为掠夺者I。1943年，英国又获得100架B-26C，命名为掠夺者II。皇家空军主要将B-26用作侦察、布雷和反舰用。同时也在巴尔干半岛用于支援铁托游击队的战斗。所有英联邦的B-26都在战后被英方拆毁。
火炬行动之后，自由法国空军也从美国获得了三个中队的B-26，取代了原本服役的LeO 45和DB-7轰炸机，参与对法国南部和意大利的轰炸任务。至战争结束时，法国已装备了七个大队的掠夺者。法国的B-26于1947年被更先进的轰炸机取代，但用作喷气发动机测试平台的B-26直到1958年方才退役。
此外，B-26也被改装用作民用客机。联合航空、墨西哥石油公司等都曾使用过其民用改装型。

## 衍生型号
- B-26—最初的201架。使用普惠R-2800-5引擎。
- B-26A—机头增加至两挺7.62毫米机枪，机尾机枪升级成12.7毫米。增加了252千克的装甲和自密封油箱等。英国称为掠夺者I
  - B-26A-1—从机号41-7366开始，引擎由普惠R-2800-5改为R-2800-39和R-2800-41，其他和B-26A相同。

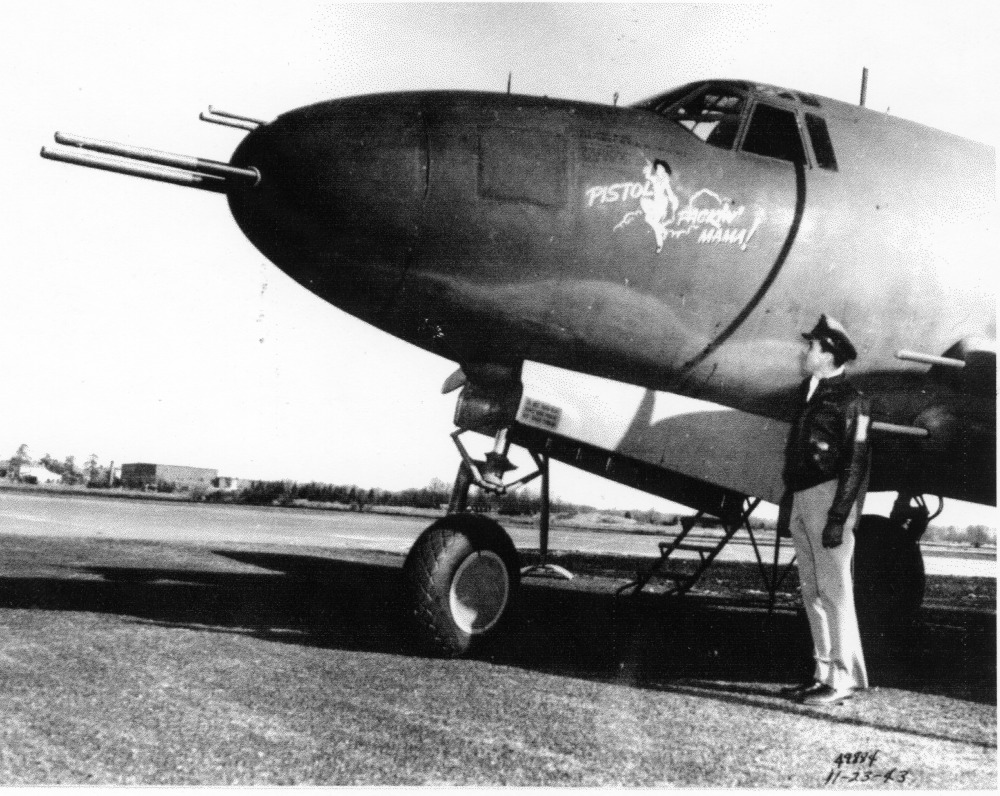
B-26E对地攻击型，由机号42-43319的B-26B改造而成

- B-26B—由马里兰州巴尔的摩生产。重新设计机尾以容纳两挺12.7毫米机枪，并将所有7.62毫米机枪升级为12..7毫米。机身加长至17.75米。增加了鱼雷挂架，散热器进气口增大，引擎换回R-2800-5。英国称为掠夺者II。
  - B-26B-4—前起落架加长15.2厘米，改善了驾驶员和副驾驶的通风系统。一些北非战场的B-4型在机鼻两侧各增加了两挺12.7毫米机枪。
  - B-26B-10-MA—翼展加长1.8米至21.64米。垂直尾翼和水平尾翼增大，主起落架轮胎直径从119厘米增大至127厘米。改善了机身后方活动机枪的视野。
  - B-26B-20-MA—再次重新设计机尾，马丁·贝尔M-6电动尾炮塔取代了原本的手动机枪，机身缩短至17.09米，共生产100架。
- B-26C—由内布拉斯加州奥马哈工厂生产的B-26B。从B-26B-10-MA/B-26C-10-MO开始，两厂生产的B-26批次一一对应、规格完全相同。
  - B-26C-5-MO—相当于加长翼展的B-26B-10-MA。由于巴尔的摩生产线转换速度较慢，因此奥马哈工厂的批次较靠前[14]。
- B-26E—有两种不同的机型被同时称为B-26E[4]。第一种是B-26C的减重型，只保留了基础的导航设备，去除了多余的无线电、供氧和电热除霜系统。机背炮塔前移至无线电操作员上方。整体减重约1,180千克。仅有一架XB-26E和一架B-26E问世；第二种是专门的对地攻击型。在封闭式的机鼻内并列装有两门37毫米机炮，上方另有两挺12.7毫米机枪。翼下还可挂载双管火箭筒。由于P-47在这一角色的成功，B-26E对地攻击型也没有投产。
- B-26F—全部由巴尔的摩生产。上反角加大至7度以增大升力，减少起降距离，但速度和操纵性略有下降。取消鱼雷挂架和机鼻12.7毫米机枪。增大了载油量和载弹量（至1,814千克）。增加了起落架紧急释放系统。为英国制造的B-26F-2和B-26F-6被英国称为掠夺者III。
- B-26G—最终量产型号。外观与B-26F相同，但内部增加了C-1自动驾驶仪，内部仪器升级为“陆军-海军统一标准”，内外所有油路与中央交叉输油系统相连，增加装甲。
- JM-1、JM-1P以及JM-2—美国海军的拖靶机。JM-1对应TB-26C，JM-2对应TB-26G。JM-1P为JM-1的升级版本，增加了照相设备。不同于陆军，海军的掠夺者涂有鲜艳的黄色涂装。

## 使用国家

驾驶B-26的女子航空勤务飞行队正在进行飞行前简报

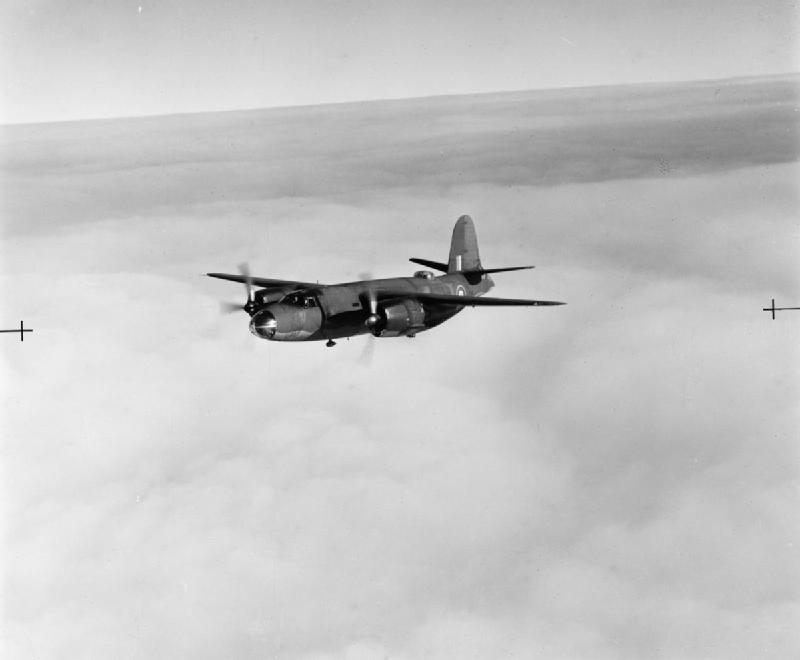
一架皇家空军的掠夺者I

- 美国
  - 美国陆军航空兵
  - 美国空军
  - 美国海军陆战队
  - 美国海军
  - 女子航空勤务飞行队

- 法國
  - 自由法国空军
- 南非
  - 南非空军
- 英国
  - 皇家空军
- 中華民國
  - 黑蝙蝠中隊

## 幸存飞机

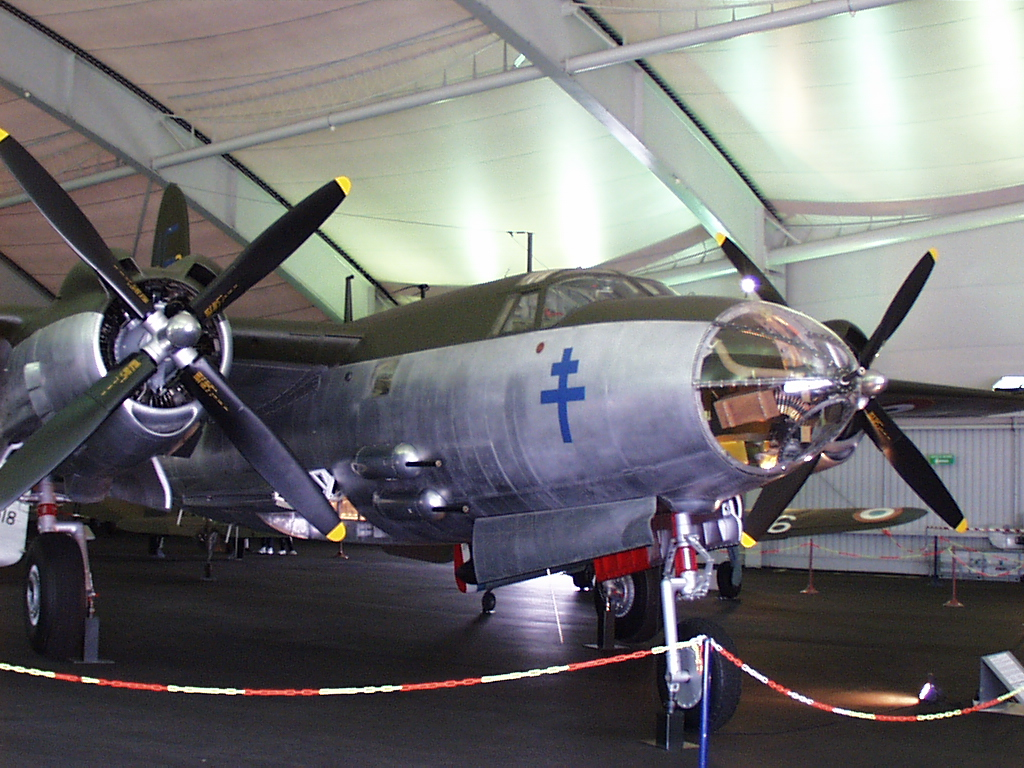
法国航空博物馆的B-26G

### 法国
法国的犹他海滩博物馆从法国航空博物馆租借了一架B-26G供人参观。

B-26三面图

### 美国
由於B-26的外表和二戰時的日本轟炸機相似，故有多架幸存的B-26在二戰後都被塗成像是二戰日軍轟炸機，這些由B-26冒充的日軍轟炸機被用於電影拍攝。
佛罗里达中央航空博物馆拥有一架处于可飞行状态的B-26。赖特-帕特森空军基地的美国空军国家博物馆有一架B-26G作静态展示。另有三架B-26和一架B-26B正在美国各地的博物馆处于修复状态。

## 性能数据[15]
基本信息
- 机组：7

性能
武器

- 機槍：12挺12.7毫米勃朗宁M2重机枪
- 炸彈：1,814千克炸弹